# Télétoon+
Télétoon+ (pronunciado /teletun plys/) es un canal de televisión por suscripción francés de índole infantil, propiedad del Groupe Canal+.

## Historia
Originalmente como Télétoon, el canal fue lanzado oficialmente al aire el 9 de enero de 1997 durante el lanzamiento al mercado de la operadora de televisión satelital TPS para competir contra el canal infantil Canal J de la proveedora satelital CanalSatellite. Inicialmente era el único canal de TPS destinado a los niños, centrado en audiencias de 2 a 14 años. Sin embargo, dado los lanzamientos de los canales Eurêka! y Piwi, cada uno enfocado al público de 7 a 14 años y de 3 a 6 años respectivamente, Télétoon+ reposicionó su enfoque a la audiencia de 6 a 15 años.
El 2 de setiembre de 2002, el canal lanzó su señal timeshift denominada Télétoon+1, el cual retransmite la programación de la señal principal con una hora de retraso. Fue el primer canal de televisión en Francia que implementó el concepto de «canal replay» del Reino Unido.
Tras la fusión de TPS con Canalsat el 5 de enero de 2007, el canal fue añadido a la oferta de canales de Canalsat el 21 de marzo de 2007. Su administración pasó a estar a cargo de la empresa MultiThématiques, filial del Groupe Canal+.
El 21 de marzo de 2011, Télétoon fue relanzado como Télétoon+ debido a la decisión de Canal+ de expandir su marca a sus canales temáticos con la adición del signo «+», similar al que se ve en el logotipo del canal y proveedora del mismo nombre. El mismo día, Télétoon cambió su relación de aspecto de 4:3 a 16:9.
En junio de 2015, Télétoon+ lanzó su propia señal en alta definición.
El 3 de enero de 2017, Télétoon+ y Piwi+ salen de todos las proveedoras de televisión de cable e IPTV para ser canales exclusivos de la proveedora Canal+.